# 愛知県立稲沢高等学校
愛知県立稲沢高等学校（あいちけんりついなざわこうとうがっこう）は、愛知県稲沢市平野町加世11番地にあった県立の高等学校。
1914年（大正3年）開校。2023年（令和5年）4月、愛知県立稲沢東高等学校や愛知県立尾西高等学校との統合によって稲沢高校の校地に愛知県立稲沢緑風館高等学校が開校した。2025年（令和7年）3月閉校。

## 設置学科
2年次に各コースに分かれる。
園芸科
- 生産コース
- 利用コース

農業土木科
- 設計コース
- 施工コース

環境デザイン科
- 造園コース
- 緑化コース

生活科学科
- 生活コース
- 食品コース

## 沿革
- 1914年（大正3年） - 稲沢町立園芸学校として開校[2]。
- 1923年（大正12年） - 県立移管、愛知県稲沢農学校と改称[2]。
- 1948年（昭和23年） - 愛知県立稲沢農業学校と改称[2]。
- 1949年（昭和24年） - 愛知県立稲沢高等学校と改称[2]。
- 1956年（昭和31年） - 佐屋分校を設置[2]。
- 1965年（昭和40年） - 佐屋分校が愛知県立佐屋高等学校として独立[2]。
- 1971年（昭和46年） - 普通科が愛知県立稲沢東高等学校として分離独立[2]。
- 2023年（令和5年）4月 - 愛知県立稲沢東高等学校、愛知県立尾西高等学校と統合されて愛知県立稲沢緑風館高等学校が開校[1]。この後2年間は稲沢高校と稲沢緑風館高校が並立。
- 2025年（令和7年）3月 - 愛知県立稲沢高等学校が閉校。

## アクセス
- 名鉄名古屋本線 国府宮駅より徒歩で約3キロメートル[3]。
- 名鉄名古屋本線 国府宮駅より「アピタ稲沢店」行もしくは「矢合観音」行に乗車、「稲沢公園」停留所下車、徒歩で約1.3キロメートル[3]。